# Chevaliers templiers (franc-maçonnerie)
Ne doit pas être confondu avec ordre du Temple.

Blason des chevaliers templiers de la franc-maçonnerie

Chevaliers templiers  (Knights Templar) en franc-maçonnerie ou de son nom complet : Les Ordres religieux, militaires et maçonniques unis du Temple et de Saint-Jean de Jérusalem, de Palestine, de Rhodes et de Malte, est le nom synthétique d'un ordre maçonnique, troisième et dernière partie du Rite d'York d'une part et organisme maçonnique indépendant d'autre part, tous deux étant principalement actifs au sein de la franc-maçonnerie anglo-américaine. Le nom complet est :  « Les Ordres religieux, militaires et maçonniques unis du Temple et de Saint-Jean de Jérusalem, de la Palestine, de Rhodes et de Malte ». Contrairement aux grades et degrés conférés dans les loges maçonniques, qui n'exigent qu'une croyance en un être suprême, indépendamment de leur affiliation religieuse, les commanderies de cet ordre qui proposent des degrés maçonniques, n'autorisent que l'adhésion de maitres francs-maçons qui professent une croyance dans le christianisme.  Plusieurs traditions et ordres chevaleresques sont représentés et regroupés, les systèmes chevaleresques symboliquement inclus sont principalement les Templiers, les chevaliers de Saint-Paul, et seulement pour le Rite York, les chevaliers de la Croix-Rouge de Constantin. L'ordre maçonnique des chevaliers Templiers tire son nom de l'Ordre militaire catholique médiéval des Templiers cependant, il ne revendique aucune filiation directe avec l'ordre du Temple original.

## Histoire
Les premiers liens documentés entre la franc-maçonnerie et les croisades apparaissent en 1737 à l'occasion du discours du chevalier de Ramsay. Ce dernier relie la franc-maçonnerie européenne à l'ordre de Saint-Jean de Jérusalem née des croisades. Cette filiation symbolique et mythologique se retrouve dans les hauts grades maçonniques  des plus anciens rituels issue de la tradition des modernes.

## Organisation
L'ordre maçonnique existe sous deux formes, en tant que grades terminaux du Rite d'York et en tant qu'organisme maçonnique (masonic bodies) indépendant. Les deux pratiques sont toutefois assez similaires avec quelques différences dans la nomination  ou l'ordre des grades délivrés.

### Dans le Rite d'York
Aux États-Unis, l'ordre des Chevalier templiers est traditionnellement la partie finale du Rite d'York après avoir acquis les grades d'un chapitre l'Arche Royale et ceux de la maçonnerie cryptique dans un conseil des maîtres royaux et choisis . Certaines juridictions, cependant, permettent aux membres de passer outre à l'adhésion à ce conseil. Une commanderie locale de chevaliers templiers est fédérée à grande Commanderie, cependant les commanderies aux États-Unis fonctionnent également sous le « Grand campement des États-Unis ». Ce fonctionnement est spécifique à la franc-maçonnerie américaine.
Une commande de chevaliers templiers dans le système du Rite d'York confère trois ordres et un degré préparatoire à ses membres. Ceci est opposé au système de graduation standard pratiqué dans la franc-maçonnerie en général. Les commanderies sont les seules entités maçonniques à ne plus traiter dans sa symbolique de la légende d'Hiram. Les ordres du Rite de York sont :
- l'Ordre Illustre de la Croix-Rouge ;
- « le degré de Saint Paul » ;
- l'Ordre des Chevaliers de Malte ;
- l'Ordre du Temple - Chevalier templier.

### Masonic bodies

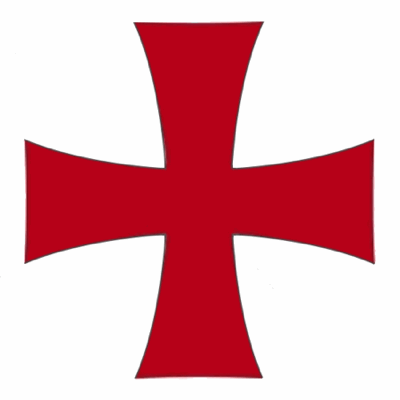
La croix pattée, symbole de l'Ordre des Chevaliers templiers en tant que corps indépendant.

En dehors du Rite d'York, l'entrée dans l'ordre ne se fait que sur cooptation et invitation seulement. Les candidats doivent être francs-maçons et signer une déclaration qu'ils professent la doctrine de la Sainte Trinité. Dans certains États australiens, l'exigence d'être membre d'un chapitre de l'Arche royale ne s'applique plus.
Les commanderies des chevaliers templiers sont connues sous le nom de « preceptories » ; celles des chevaliers de Saint-Paul sont connues sous le nom de « chapitres » ; celles des chevaliers de Malte sont connues sous le nom de « prieurés ». Toutes fonctionnent sous les auspices d'un grand prieuré, souvent avec des niveaux intermédiaires de type prieurés provinciaux. Bien que certaines juridictions maintiennent séparés un grand prieuré du Temple et un grand prieuré de Malte (par exemple, en Angleterre), le grand maître et d'autres officiers des deux grands prieurés occupent simultanément le même poste dans les deux corps. Trois degrés sont administrés dans ce système :
- le degré de chevalier templier ;
- le degré de chevalier de Saint-Paul ;
- le degré de chevalier de Malte.